# Hallelujah! (énekeskönyv)
A „Hallelujah! – evangéliumi énekek gyűjteménye” egy elsősorban protestáns közegben ismert és használt keresztyén énekeskönyv. Kiadója az egykori Bethánia Egylet, ill. annak mai jogutódja, a Bethánia CE szövetség.

Az énekeskönyv küldetését találóan fogalmazza meg az 1922-es kiadás előszava:
Fölösleges immár bizonyítgatnunk, hogy hasonló énekeskönyvekre, mint a „Hallelujah” … határozottan szükség van. Ahol a templomi, hivatalos istentiszteleten kívül más, fesztelenebb formájú keresztyén vallásos összejöveteleket is tartanak – és pedig egyre több helyen tartanak –, bőven kitűnt már az ilyen énekgyűjtemények nélkülözhetetlensége. A „Hallelujah” nem akarja és nem is fogja az egyházi énekeskönyveket fölöslegesekké tenni; a Bethánia-egylet, mint minden munkájában, úgy az énekügyben is a protestáns egyházak mellett áll és azokat óhajtja támogatni.

## Kiadások
A számos szöveges és újranyomtatott kiadás mellett az alábbiak a legjelentősebb kiadások:

### 1. kottás kiadás (325 ének) – 1922
Bár az első kottás kiadást 1914-ben kezdték szerkeszteni, az I. világháború kitörése miatt csak 8 év múlva tudták befejezni és kiadni.

### 2. bővített kottás kiadás (400 ének) – 1927
A második kottás kiadás 400 énekre bővítve került kiadásra, ezzel az énekeskönyv elnyerte generációk által ismert változatát.

### Modern, átdolgozott kiadás (500 ének) – 2012
Ez a megújított, kibővített kiadás az 1927-es kiadás anyagának mintegy 53%-át őrizte meg, kihagyva annak nem használt és kevesek által ismert énekeit. Helyettük az azóta született énekekből válogattak, az énekek számát 500-ra bővítve.